# 영국군
국왕 폐하의 군대(國王陛下의 軍隊, His Majesty's Armed Forces) 혹은 여왕 폐하의 군대(女王陛下의 軍隊, Her Majesty's Armed Forces) 혹은 영국군(英國軍, British Armed Forces, Armed Forces of the United Kingdom)은 영국의 군대다. 영국과 해외 영토, 왕실속령의 방어를 담당한다. 영토 방어 외에 광범위한 국익의 증진과 국제 평화 유지, 인도적 지원 활동도 하고 있다.
1707년 그레이트브리튼 왕국의 성립 이래 영국군은 7년 전쟁, 미국 독립 전쟁, 나폴레옹 전쟁, 크림 전쟁, 1차 세계대전, 2차 세계대전 등 세계 강대국이 개입한 거의 모든 주요 전쟁에 참전했다. 이들 전쟁 대부분에서의 승리로 영국은 세계사에 큰 영향을 미치는 군사 경제 강국으로 자리매김했다. 영국군의 구성은 다음과 같다. 70척의 함선을 보유한 대양해군인 왕립 해군과 고도로 특수화된 수륙양용 경보병인 왕립 해병대, 육전을 담당하는 영국 육군, 고정익 및 회전익 항공기로 구성된 다양한 작전 비행단을 보유한 왕립 공군이다. 또한 상비군, 정규 예비군, 자원 예비군, 후원 예비군으로 나뉘어 있다.
영국군의 통수권자는 국왕, 즉 찰스 3세다. 하지만 오래 지속된 헌법적 관습은 사실상의 명령권을 총리와 국방 장관에게 부여한다. 총리는 내각과 함께 군에 대한 주요 결정을 내린다. 1689년 권리장전에 따라 영국 의회는 최소 5년에 한 번씩 〈군대 법〉을 통과시켜 영국 육군의 지속적인 존재를 승인한다. '상비 육군'을 제외한 왕립 해군과 왕립 공군, 왕립 해병대 등은 이런 절차를 필요로 하지 않는다. 국방 장관이 의장을 맡는 국방위원회가 군을 관리한다.
영국은 핵확산방지조약으로 인정된 5개 핵보유국 중 하나이며 영구적인 유엔 안전보장이사회 상임 이사국, 북대서양 조약 기구 · 오커스 안보 조약 · 5개국 방위 협정을 창립부터 함께한 주요 회원국이다. 해외 주둔지 및 훈련 시설이 어센션섬, 바레인, 벨리즈, 버뮤다, 영국령 인도양 지역, 브루나이, 캐나다, 키프로스, 포클랜드 제도, 독일, 지브롤터, 케냐, 몬세라트, 네팔, 카타르, 싱가포르, 미국에서 운영되고 있다.

## 같이 보기
- 재향군인의 날 (영국)